# Karl-Bittel-Park
Der Karl-Bittel-Park (auch Pfrimmpark) ist ein etwa 6,5 Hektar großer Volkspark in Worms. Der Park ist ein Kulturdenkmal.

## Geographie
Der Karl-Bittel-Park liegt zwischen den Stadtteilen Pfiffligheim und Hochheim, zwischen Rietschelstraße, Buschgasse, Park-, Donnersberg- und Nievergoltstraße. Er wird in West-Ost-Richtung von der Pfrimm durchflossen, einem linksseitigen, westlichen Nebenfluss des Rheins.

## Geschichte

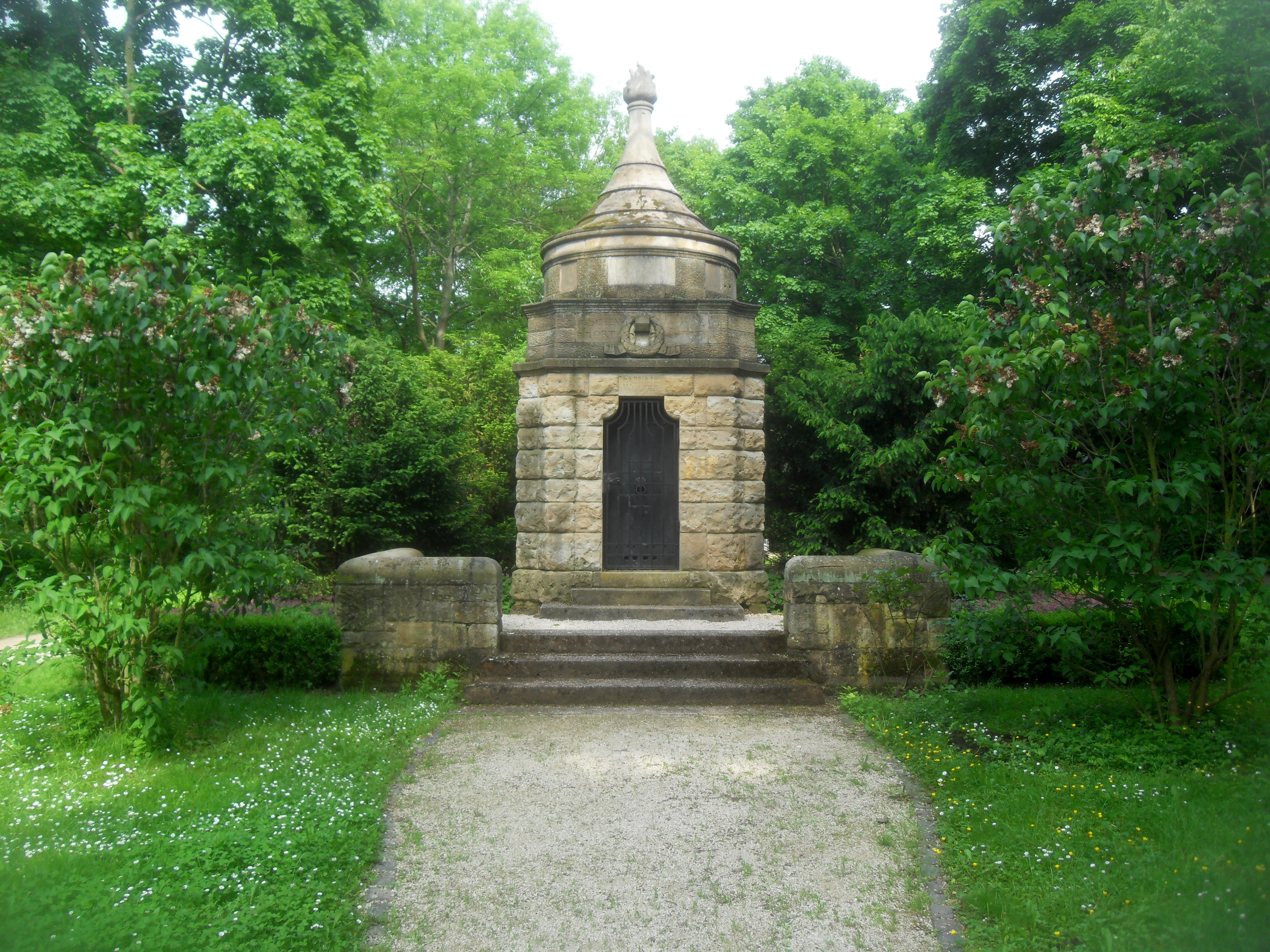
Mausoleum der Familie Bittel

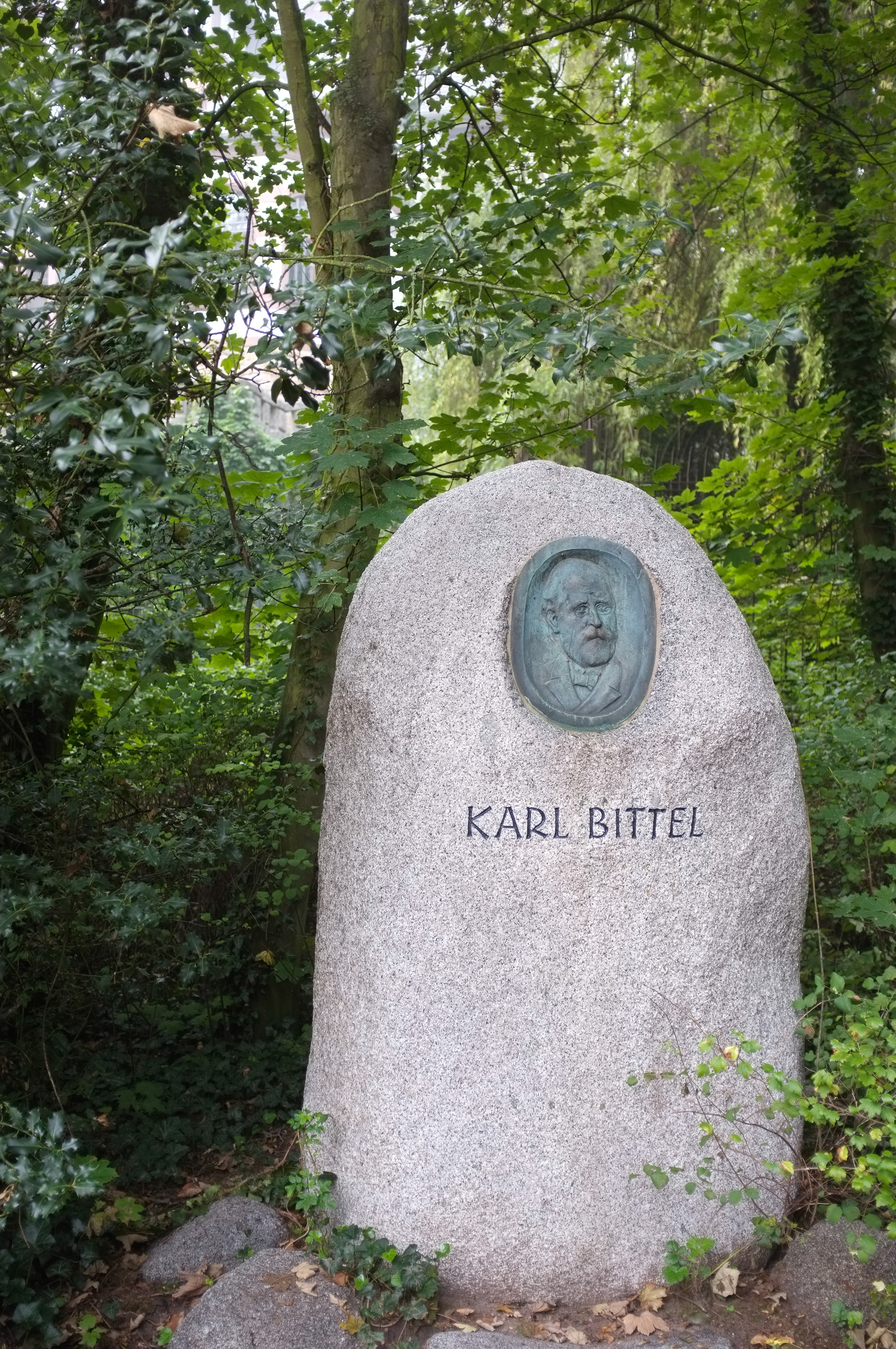
Bittelstein zu Ehren Karl Bittels

### Die Idee
Der Park beruht auf der Initiative von Karl Bittel (1840–1911), der mehrere Jahrzehnte in Hoboken (New Jersey) bei New York und Paris gelebt und dort die Lederfabrik von Cornelius Wilhelm von Heyl zu Herrnsheim vertreten hatte. Seit seinen Auslandsaufenthalten nannte er sich selbst auch „Charles Bittel“. Nach seiner Rückkehr nach Worms verfolgte er ab etwa 1891 das Projekt, im Westen der Stadt ein Villen-Viertel zu entwickeln – ein damals in vielen größeren Städten des Deutschen Reichs zu beobachtender Trend. Er versicherte sich dazu der Unterstützung weiterer Interessenten und von Oberbürgermeister Wilhelm Küchler. Zu einem solchen Villenviertel gehörte oft auch ein öffentlicher Park.
Als ein geeignetes Gelände wählte Bittel das damals weitgehend unbebaute Tal der Pfrimm und anliegende Areale im Bereich der „Rödergewann“. Die Umsetzung des Projekts war aus mehreren Gründen schwierig und lief deshalb schleppend an: Die Grundstücke musste Bittel zunächst kaufen. Pfiffligheim und Hochheim (beide 1898 nach Worms eingemeindet) waren zu Beginn des Projektes noch selbständige Gemeinden und hatten daran weit weniger Interesse als Worms. So dauerte es bis 1897, bevor die Arbeiten zur Anlage des Parks beginnen konnten. Von Anfang an beabsichtigte Karl Bittel den Park nach dessen Vollendung der Stadt zu übereignen. Vorgesehen war dabei, dass die Kosten, den Park anzulegen, erstattet werden sollten, die Grundstücke wollte er der Stadt schenken.

### Der Park
Der Park entstand als englischer Landschaftsgarten 1897/98 unter der technischen Leitung des städtischen Ingenieurs Karl Völzing, der Entwurf stammte wahrscheinlich von Karl Bittel selbst. Die bestehende Landschaft wurde nachmodelliert, wozu 14.000 m³ Erdreich bewegt wurden. Es dauerte dann aber noch bis 1908, bevor die Stadt den Park übernahm.
1932 wurde der Park zu Ehren seines Planers und Finanziers in Karl-Bittel-Park umbenannt. Er wird aber im Volksmund und teils auch auf Landkarten und Stadtplänen weiterhin als Pfrimmpark bezeichnet. 1947 wurde ein Teil des Wegenetzes im Park begradigt.
Im Ostteil des Parks lag ein in die Landschaft eingepasster Teich, mit dessen Wasserhaltung es von Anfang an Probleme gab, da die vom Wasserstand der Pfrimm abhängig war, der Fluss aber zu oft zu wenig Wasser führte. Der Weiher wurde zunächst 1956 durch ein Plantschbecken für Kinder ersetzt. In den 1980er Jahren entstand hier eine Sandspielfläche und bei der letzten Restaurierung des Parks eine Rasenfläche. Der Park wurde ab 2006 in insgesamt zehn Phasen aufgrund eines Parkpflegewerks unter gartendenkmalpflegerischen Aspekten saniert.
Nur einmal wurde der Park nachhaltig beeinträchtigt, als an seinem östlichen Ende in den 1970er Jahren die Pfrimmbrücke für die Nievergoltstraße, die Pfiffligheim und Hochheim verbindet, errichtet wurde. Dazu musste auch ein Bogen des Flusses begradigt werden und es wurde eine Staustufe eingebaut. Diese technischen Einbauten bilden heute auch den Hintergrund für das „Ochsenklavier“ (s. u.).

## Bauten in Bezug auf den Park
Mehrere Sichtachsen verbinden den Park mit der angrenzenden Bebauung, insbesondere mit den von Bittel finanzierten Gebäuden in Donnersberg- und Parkstraße um den Haupteingang des Parks. Weitere Achsen verknüpfen die Architekturelemente des Parks miteinander.

### Bauten am Park
- Karl Bittel errichtete 1900/1901 eine historistische Villa im Landhausstil für sich, die Villa Kanzeleck, oberhalb des Parks am Hang zur Donnersbergstraße. Er sicherte sich damit eine prächtige Aussicht über den unteren Teil des Parks.[Anm. 1][11]
- Eine weitere Villa, die oberhalb des Parks und an dessen unterem Ende mit direkter Aussicht in den Park errichtet wurde, war die Villa Sonneck, fertiggestellt 1909. Diese Villa besitzt sogar einen Aussichtsturm mit Turmzimmer[12], der Turm hat eine Dachbekrönung die mit der ursprünglichen des Aussichtspavillons am Weiher (s. u.) – zwischen beiden bestand eine Sichtachse – korrespondierte.[13]
- Ab 1897 entstand das Café Westend oberhalb des Parkes an der Donnersbergstraße.[Anm. 2][14] Dies wertete den Park als beliebtes Ausflugsziel für Wormser weiter auf. Gesteigert wurde das noch, als Café und Park Ende 1906 Anschluss an die Straßenbahn erhielten.

Alle diese Gebäude sind Kulturdenkmäler.

### Bauten im Park
Zahlreiche Wege, die teils entlang der Pfrimm über die Parkgrenzen hinaus bis nach Pfeddersheim und Neuhausen führen, verlaufen durch den Park. Durch den Park verläuft auch ein Abschnitt des vom Heimatverein Worms-Pfiffligheim e. V. angelegten Rundwegs zu den Pfiffligheimer Sehenswürdigkeiten.
- Am Ostende des Parks und als einziges Bauwerk auf der linken Pfrimmseite entstand ein Gärtnerhaus.[Anm. 3]
- Oberhalb des anfangs vorhandenen Weihers befand sich ein Aussichtspavillon (auch: „Teehäuschen“[16]), der ursprünglich aus Birkenstämmen gezimmert war. Das erwies sich als wenig dauerhafte Konstruktion, so dass das Gebäude bereits 1937 in vereinfachten Formen erneuert wurde. Ende der 1950er Jahre war auch dieses zweite Gebäude baufällig und wurde abgetragen – nur das Fundament blieb erhalten.[17] Ab 2014 wurde es im Rahmen der Sanierung des Parks in modernen Materialien aber mit der historischen Silhouette wieder aufgebaut.
- Die Stadt Worms ehrte Karl Bittel in seinem Todesjahr 1911 durch einen Gedenkstein im Ostteil des Parks.
- Das starke Gefälle des Hangs von der Donnersbergstraße zum Park hin wird durch eine hohe Stützmauer abgefangen, die einige romantische Einbauten enthält, so einen „Burgturm“ und eine verwinkelte Treppe, die das „Café Westend“ mit dem Park verband.
- Ein Familienmausoleum für die Familie Bittel – zuletzt mit Belegungsrecht für die Familie Wolter[Anm. 4] – wurde als Rundtempel und Urnengrabstätte gestaltet. Bei der Übereignung des Parks an die Stadt Worms blieb es davon ausgenommen und im Besitz der Familie.[18]
- Zwei Fußgängerbrücken queren innerhalb des Parks die Pfrimm. Auch sie waren ursprünglich aus Birkenholz gezimmert und damit schon nach wenigen Jahren nicht mehr verkehrssicher. 1910 wurden sie durch Brücken aus Eisenbeton ersetzt.[19]
- Eine weitere Möglichkeit die Pfrimm zu queren – jedenfalls wenn der Wasserstand des Flusses nicht zu hoch ist – bietet das 1898 unterhalb eines Wehres angelegte Ochsenklavier.[20]